# Grosser Preis des Kantons Aargau 2013
Il Grosser Preis des Kantons Aargau 2013, cinquantesima edizione della corsa, valido come evento del circuito UCI Europe Tour 2013 categoria 1.1, fu disputato il 6 giugno 2013 su un percorso di 181,5 chilometri. Fu vinto dallo svizzero Michael Albasini, al traguardo con il tempo di 4h 24' 58" alla media di 41,09 km/h.
Alla partenza erano presenti 145 ciclisti, dei quali 89 portarono a termine la gara.

## Squadre e corridori partecipanti
| N.      | Cod. | Squadra                     |
| ------- | ---- | --------------------------- |
| 1-8     | VCD  | Vacansoleil-DCM             |
| 11-18   | OGE  | Orica-GreenEDGE             |
| 21-28   | RLT  | RadioShack-Leopard          |
| 41-48   | AST  | Astana Pro Team             |
| 51-58   | KAT  | Katusha Team                |
| 61-68   | BMC  | BMC Racing Team             |
| 71-78   | LAM  | Lampre-Merida               |
| 81-88   | IAM  | IAM Cycling                 |
| 91-98   | CRE  | Crelan-Euphony              |
| 101-108 | TSV  | Topsport Vlaanderen-Baloise |

| N.      | Cod. | Squadra                      |
| ------- | ---- | ---------------------------- |
| 111-118 | SOJ  | Sojasun                      |
| 121-128 | AND  | Androni Giocattoli-Venezuela |
| 131-138 | MTN  | MTN-Qhubeka                  |
| 141-148 | TNE  | Team NetApp-Endura           |
| 151-158 | AJW  | Accent Jobs-Wanty            |
| 161-168 | ARH  | Atlas Personal-Jakroo        |
| 171-178 | VBG  | Team Vorarlberg              |
| 181-188 | LPM  | La Pomme Marseille           |
| 191-198 | SUI  | Svizzera                     |

## Ordine d'arrivo (Top 10)
| Pos. | Corridore         | Squadra       | Tempo    |
| ---- | ----------------- | ------------- | -------- |
| 1    | Michael Albasini  | Orica-GreenE. | 4h24'58" |
| 2    | Jonathan Hivert   | Sojasun       | s.t.     |
| 3    | Marco Frapporti   | Androni       | s.t.     |
| 4    | Jan Bakelants     | RadioShack    | s.t.     |
| 5    | Tanel Kangert     | Astana        | s.t.     |
| 6    | Greg Van Avermaet | BMC Racing    | s.t.     |
| 7    | Simone Stortoni   | Lampre-Merida | s.t.     |
| 8    | Jonathan Fumeaux  | IAM Cycling   | s.t.     |
| 9    | Laurens De Vreese | Topsport Vl.  | s.t.     |
| 10   | Björn Leukemans   | Vacansoleil   | s.t.     |